# Vymezení středověku
Vymezení středověku není tak jednoznačné, jak by se mohlo na první pohled zdát. Přerod z jednoho údobí do následujícího nezačal všude ve stejném období a ne všude probíhal stejným tempem. Proto jsou vymezení středověku spíše jen orientační a vyskytuje se vícero dat s různými zdůvodněními. Nejčastěji se jako symbolická data stojící na počátku a konci středověku uvádí roky 476, kdy zanikla Západořímská říše a rok 1492, kdy Kryštof Kolumbus pro Evropu znovu objevil americký kontinent.

## Vymezení
Je třeba si uvědomit, že přechod od starověku do středověku nebyla záležitost ze dne na den, ale šlo o plynulý proces transformace společnosti a kultury, přizpůsobující se novým skutečnostem. Došlo k přesunu mocenského i kulturního střediska ze středomoří do západní a střední Evropy, je zde nové náboženství, které se šíří a vytlačuje původní náboženství.
A podobně to platí i pro vymezení přechodu středověku a novověku, kdy došlo k objevení nového kontinentu, započala se reformace, zanikla Byzanc (poslední starověký státní útvar), a Arabové byli definitivně vytlačeni ze západní Evropy.

### Počátek středověku

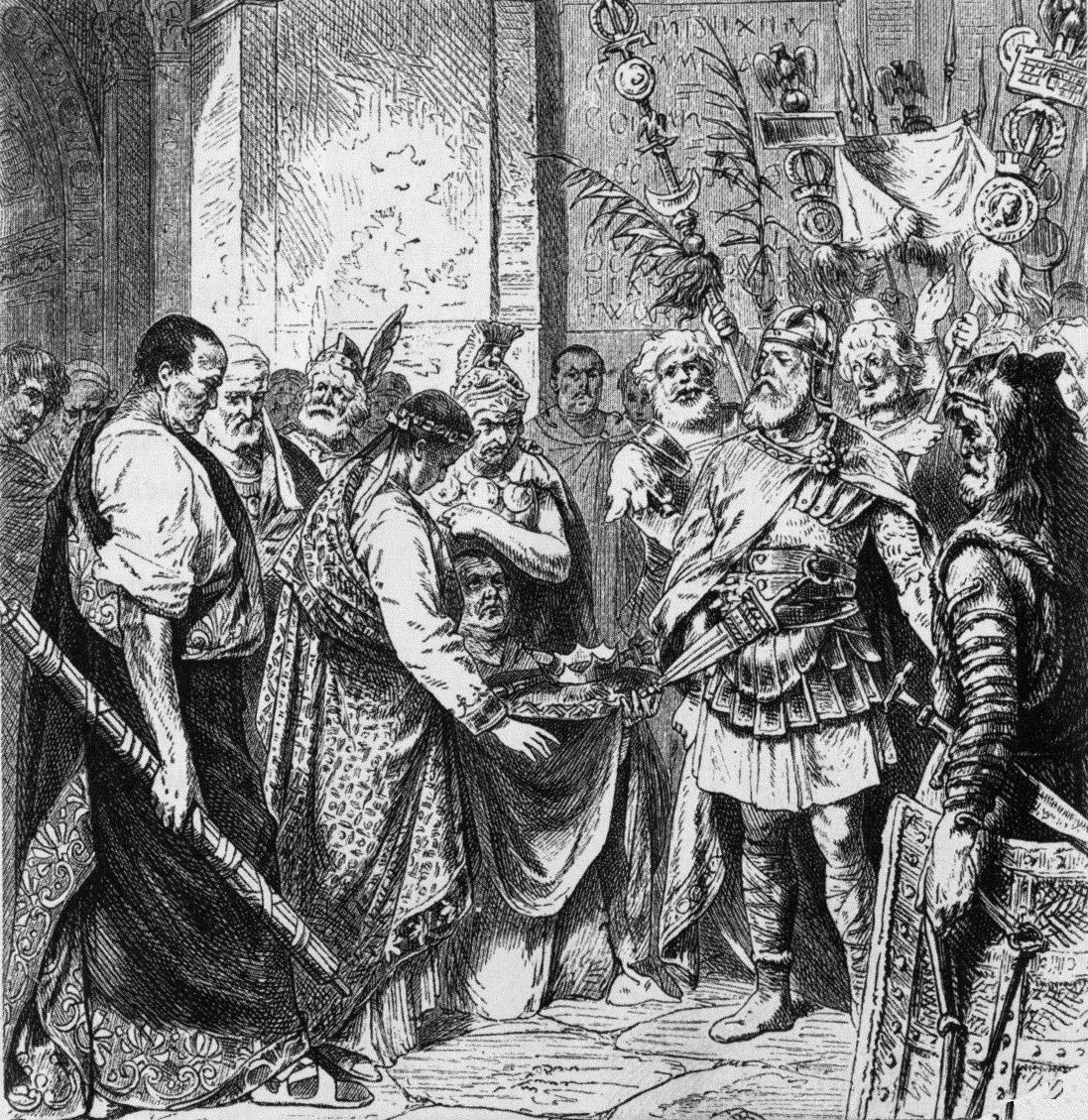
Poslední západořímský císař Romulus Augustus pokleká před Odoakerem

Za symbolické datum stanovující přelom mezi starověkem a středověkem se nejčastěji považuje rok 476, kdy došlo k pádu Západořímské říše. Přesto však k tomuto datu existuje množství dalších alternativ. Kupříkladu rok 313, kdy byl vydán Milánský edikt, rok 330, kdy byla založena Konstantinopol, rok 395, kdy se Římská říše rozdělila na Západní a Východní část, rok 410, kdy Vizigóti vyplenili Řím či rok 529, kdy došlo k uzavření filozofických škol v Athénách. Někdy bývá za počátek středověku považován i vznik Francké říše v roce 481, smrt císaře Justiniána v roce 565 nebo korunovace Karla Velikého římským císařem v roce 800. Za události stojící na pomezí obou období bývají označovány stěhování národů, vpád Arabů do oblasti Středozemního moře ve 2. polovině 7. století či příchod Slovanů do oblasti Panonské nížiny.

### Konec středověku

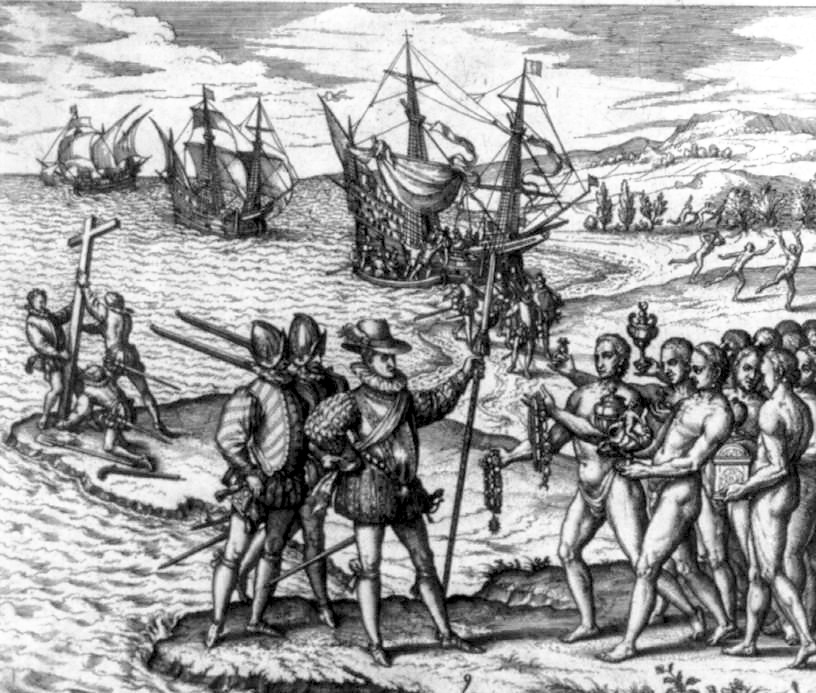
Přistání Kryštofa Kolumba na Hispaniole

Vymezení konce středověku je neméně složité. Nejčastěji se udává rok 1492, což je rok objevení Ameriky, ale také rok dobytí poslední arabské pevnosti na Pyrenejském poloostrově Granady, čímž došlo k završení Reconquisty. Dalšími možnými roky stojícími jako mezníky mezi středověkem a novověkem jsou rok 1453, kdy byla Konstantinopol dobyta Osmanskými Turky, rok 1456, kdy Johannes Gutenberg vynalezl knihtisk, či rok 1517, kdy Martin Luther zveřejnil svých 95 tezí, čímž odstartoval reformaci. Za události stojící na konci středověku bývají označovány i Černá smrt, jež kontinent zasáhla v polovině  14. století, či třicetiletá válka, která se v letech 1618 až 1648 zasáhla značnou část Evropy.
Vymezení konce středověku v českých zemích je rovněž velmi nejasné. Udává se několik přelomových událostí, spojených s nástupem nové panovnické dynastie a tím i jiného pojetí českého státu. Takovouto událostí je například nástup Jiřího z Poděbrad na český trůn po úmrtí Ladislava Pohrobka v roce 1457. Významné datum představuje i rok 1471, kdy po smrti tohoto posledního domácího panovníka nastoupila na trůn dynastie Jagellonců. Často bývá vyzdvihován i rok 1526, kdy byl po smrti Ludvíka Jagellonského českým králem zvolen Ferdinand Habsburský a domácí trůn tak získal rod Habsburků.

## Členění středověku
Další dělení středověku na jednotlivá období již nemá uváděné přesné roky, ale století, ačkoliv i zde se můžeme setkat s lokalitami, které se tomuto členění vymykají (např. na území Čech se udržela gotika déle než v okolních zemích z důvodu husitských válek a následné izolaci od okolních katolických zemí, což kulturní vývoj v zemi zpomalilo). Obvykle ale periodizace středověku a datace jednotlivých období vypadá takto:
- Raný středověk 5. – 11. století
- Vrcholný středověk 11. – 14. století
- Pozdní středověk 14. – 15. století